# Rouleau sur les mérites comparés du saké et du riz
Le Rouleau sur les mérites comparés du saké et du riz (酒飯論絵巻, Shuhanron emaki) est un emaki japonais datant du XVIe siècle dont il subsiste plusieurs versions ou copies. L’œuvre rapporte lors d’un banquet une querelle entre trois personnages sur la supériorité du riz, du saké et de la diversité. Elle constitue un document iconographique précieux sur la cuisine et l’art de la table dans le Japon de l’époque de Muromachi.

## Contexte
Importée au Japon depuis environ le VIe siècle grâce aux échanges avec l’Empire chinois, la pratique de l’emaki se diffuse largement auprès de l’aristocratie à l’époque de Heian : il s’agit de longs rouleaux de papier narrant au lecteur une histoire au moyen de textes et de peintures. Le lecteur découvre le récit en déroulant progressivement les rouleaux avec une main tout en le ré-enroulant avec l’autre main, de droite à gauche (selon le sens d’écriture du japonais), de sorte que seule une portion de texte ou d’image d’une soixantaine de centimètres est visible. 
L’art des emaki connaît un âge d’or, du XIIe au XIVe siècle, puis perd de sa vigueur et de son originalité, bien que la production reste significative au sein des principales écoles de peinture durant l’époque de Muromachi. Les plus anciennes versions du Rouleau sur les mérites comparés du saké et du riz datent de cette période de déclin artistique et de classicisme dans l’art des emaki,,.

## Thème
Les versions du Rouleau sur les mérites comparés du saké et du riz sont composées de plusieurs scènes de banquets et de cuisine, où la peinture accompagne le texte en kana. Les scènes montrent un débat à table entre trois personnages – un noble, un moine et un guerrier – sur les mérites de l’alcool de riz (le saké) par rapport au riz lui-même : le moine préfère le riz, le noble le saké et le guerrier, intermédiaire, apprécie les deux (c’est chez ce dernier que se déroule le banquet). Après une introduction, chaque personnage vante successivement sa préférence dans une section de l’emaki, pour quatre sections au total (l’ordre diffère selon les versions). Cette forme de débat à trois points de vue, dont un intermédiaire, est ancienne dans la théologie et la littérature japonaise tout autant que chinoise,.
Ce débat fait, selon plusieurs spécialistes, référence à une querelle religieuse entre trois écoles bouddhiques à l’époque de Muromachi : Nichiren, Jōdo shinshū et Tendai, cette dernière enseignant la Voie du milieu (Madhyâmaka), c’est-à-dire la médianeté. Cette querelle idéologique entraîna une poussée de violence dans la capitale impériale déjà touchée par les famines et les guerres civiles,. Le Rouleau sur les mérites comparés du saké et du riz ne rapporte pas ces violences, mais l’auteur semble prôner clairement la voie intermédiaire (la position Tendai) dans la scène finale, peignant tous les personnages mangeant et buvant de concert avec modération. L’auteur souligne en comparaison les dérives de la boisson, l’ivrognerie, et l’austérité induite pas l’absence totale de boisson.
La dernière scène, pleine de faste, d’abondance et de convivialité, apparaît dans le contexte de la fin de l’époque de Muromachi comme utopiste, montrant un moment de vie idéalisé par le peintre.

## Les différentes versions
Une vingtaine ou une trentaine de versions de l’emaki subsiste actuellement, mais la première version historique, généralement attribuée à Kanō Motonobu (1476-1559), a disparu de nos jours. Les différentes copies peuvent être classés en deux branches : la première liée à l’école Kanō et l’autre à l’école Tosa, alors les deux principales écoles de peinture du pays. Parmi ces versions subsistantes, la plus ancienne de la branche Kanō est parfois attribuée à Kanō Motonobu, cette fois sans certitude et de façon contestée, tandis que la version la plus ancienne de l’école Tosa est attribuée d’après son colophon à Tosa Mitsumoto (1530-1569). La plus ancienne version subsistante, celle de la branche Kanō, est actuellement détenue par l’Agence pour les affaires culturelles (Bunkachō) et entreposée au musée national de Tokyo. L’œuvre date du XVIe siècle (époque de Muromachi) et se compose d’un seul rouleau de papier mesurant 30,7 cm de haut pour 1 416 cm de long.
Si le style pictural varie donc entre les versions, le texte, la narration et la composition des scènes restent relativement identiques. Les quatre scènes des rouleaux se divisent généralement en deux parties montrant respectivement le banquet et l’élaboration des mets et des boissons en cuisine. Les peintures témoignent des débuts ou des origines de la peinture de genre de l’époque d'Edo (fūzokuga), tout en héritant des techniques picturales traditionnelles des emaki, notamment l’adoption d’un point de vue en hauteur qui permet de peindre des scènes d’intérieur en ne représentant pas le toit et le mur de face des bâtiments (fukinuki yatai). Il est probable que le Rouleau sur les mérites comparés du saké et du riz ait servi de modèle pour les scènes de banquets d’emaki plus importants, dont le Taiheiki emaki, ainsi que de support pour l’apprentissage des jeunes peintres.
Les principales institutions possédant une copie du Rouleau sur les mérites comparés du saké et du riz sont l’Agence pour les affaires culturelles (exposition au musée national de Tokyo), la Bibliothèque nationale de la Diète, la bibliothèque de l’université Waseda (livre d’illustrations en noir et blanc), l’université de Kyoto, le musée d'art Seikadō Bunko, la Bibliothèque nationale de France, le British Museum, la Bibliothèque Chester Beatty de Dublin, le musée d'histoire et de culture d'Ehime (ja) ou encore la New York Public Library,,.
D’après une étude française, la copie de la Bibliothèque nationale de France est l’une des plus soignées et des plus fidèles à l’original ; elle se distingue notamment par l’attention donnée aux détails, les lignes à l’encre souples et nettes, les contrastes de couleurs apposées en aplat et l’usage de brume pour mettre en valeur les personnages principaux.

## Historiographie
L’emaki constitue une source d’intérêt sur l’art de la table et de la fête dans le Japon de la fin de l’époque de Muromachi : la tenue des réceptions, les aliments, les boissons, l’ivrognerie..., si bien que de nombreux travaux ont été menés en ce sens. La diversité et la précision des plats et des boissons en font « l’une des sources visuelles les plus détaillées sur la culture culinaire de l’époque de Muromachi ». Comme la plupart des emaki, l’œuvre met en scène des personnages de toutes les classes sociales – moines, guerriers, nobles, serviteurs – avec réalisme et parfois humour, par exemple le guerrier saoul vomissant pour pouvoir rejoindre la fête et continuer à boire.

## Galerie
Les images ci-dessous sont issues de la version de la Bibliothèque nationale de France, dont le style pictural est celui de l’école Kanō.

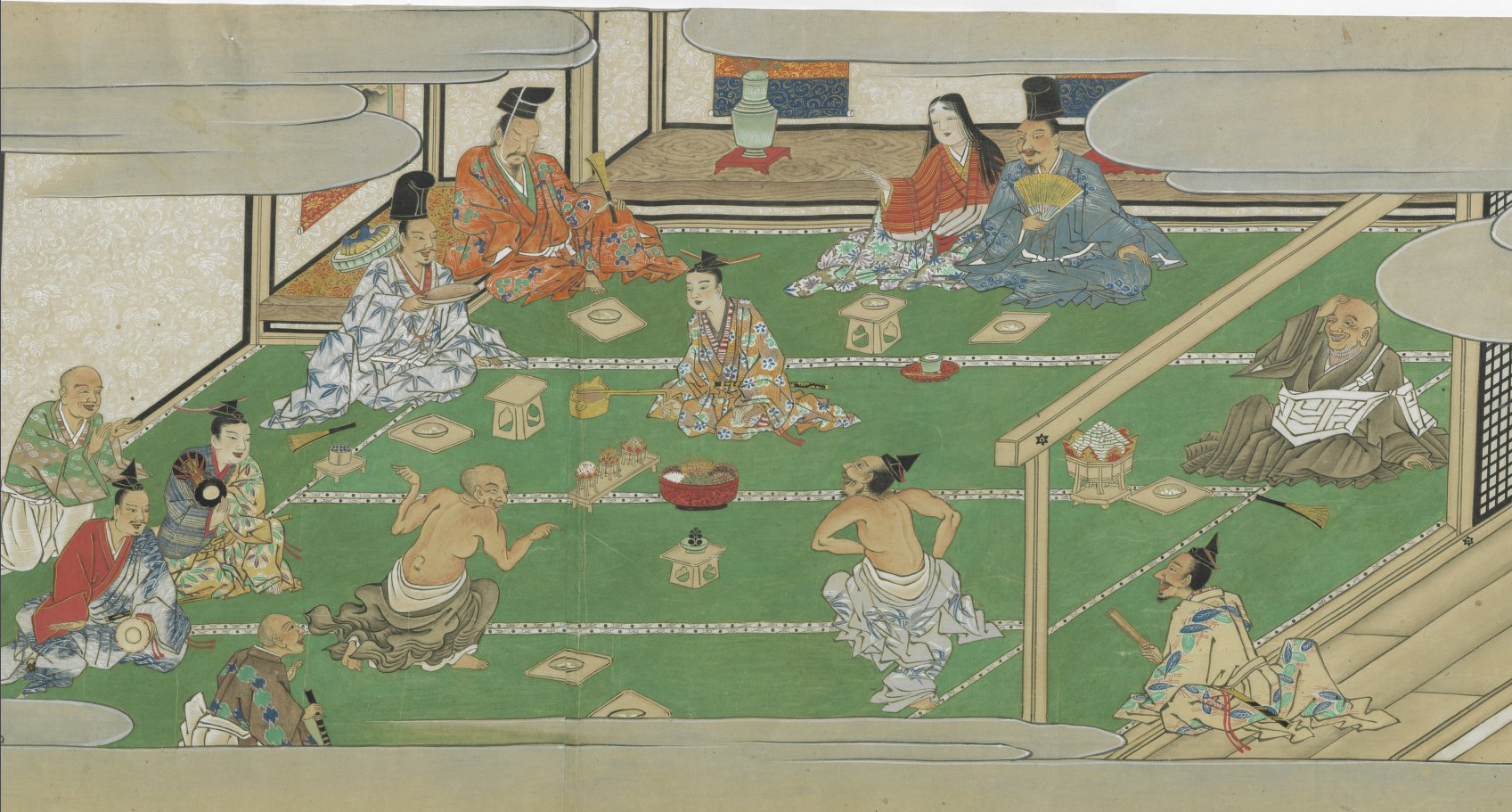
Scène 2 : partie du banquet où le noble défend les mérites du saké et de la convivialité.
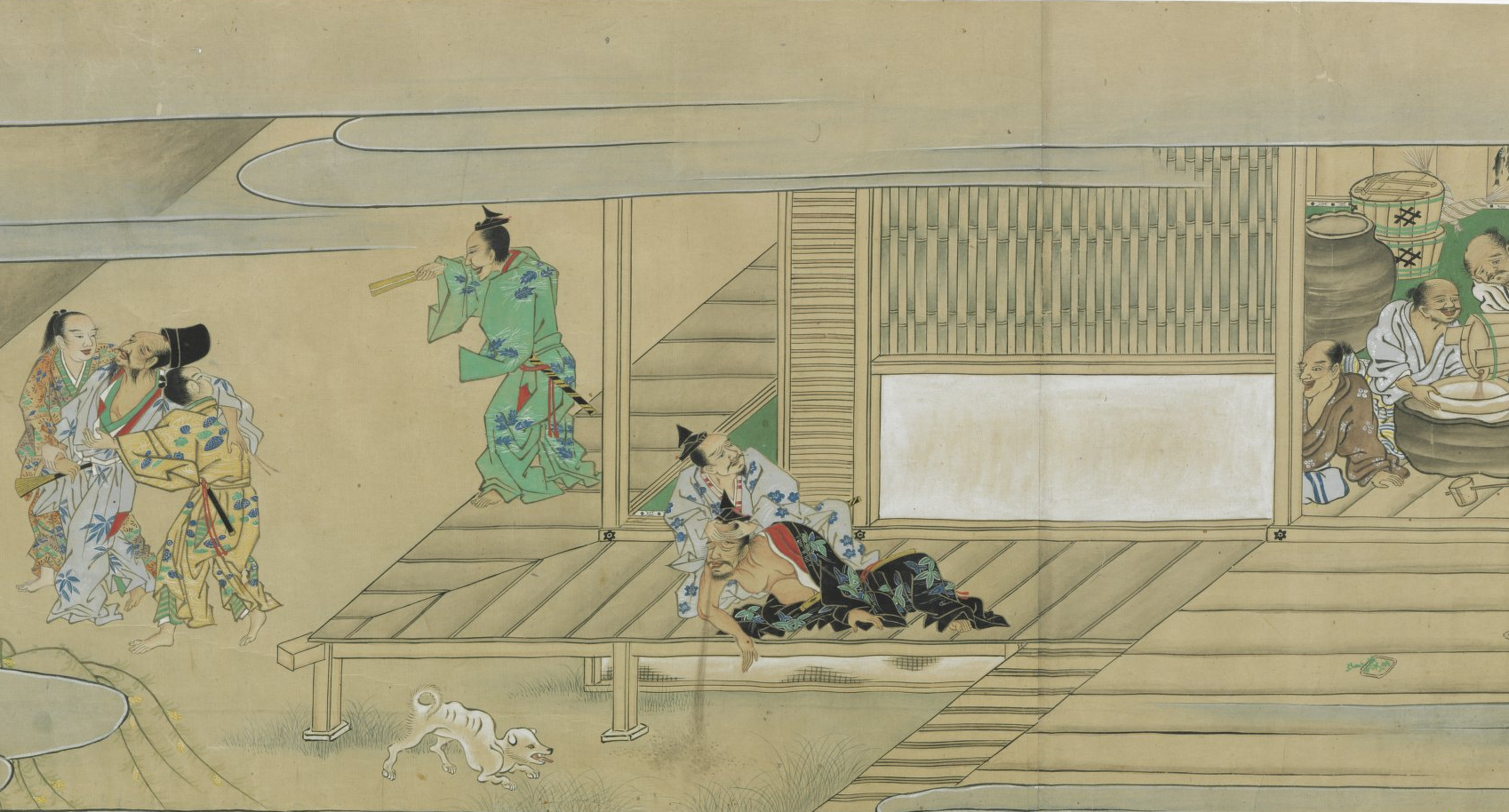
Scène 2 : préparation du saké et ivrognerie.
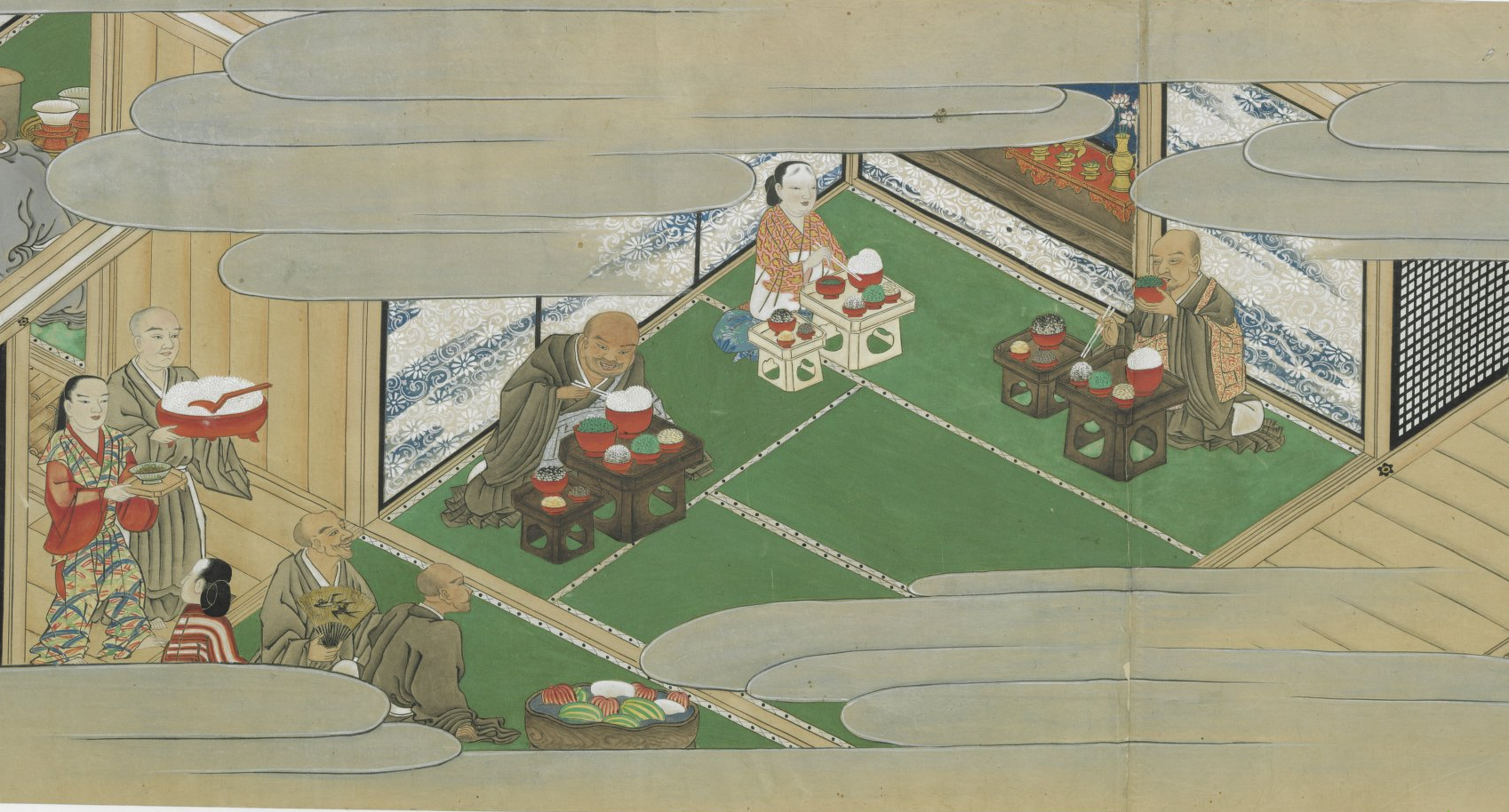
Scène 3 : partie du banquet où le noble défend les mérites du riz et de l’abdondance.
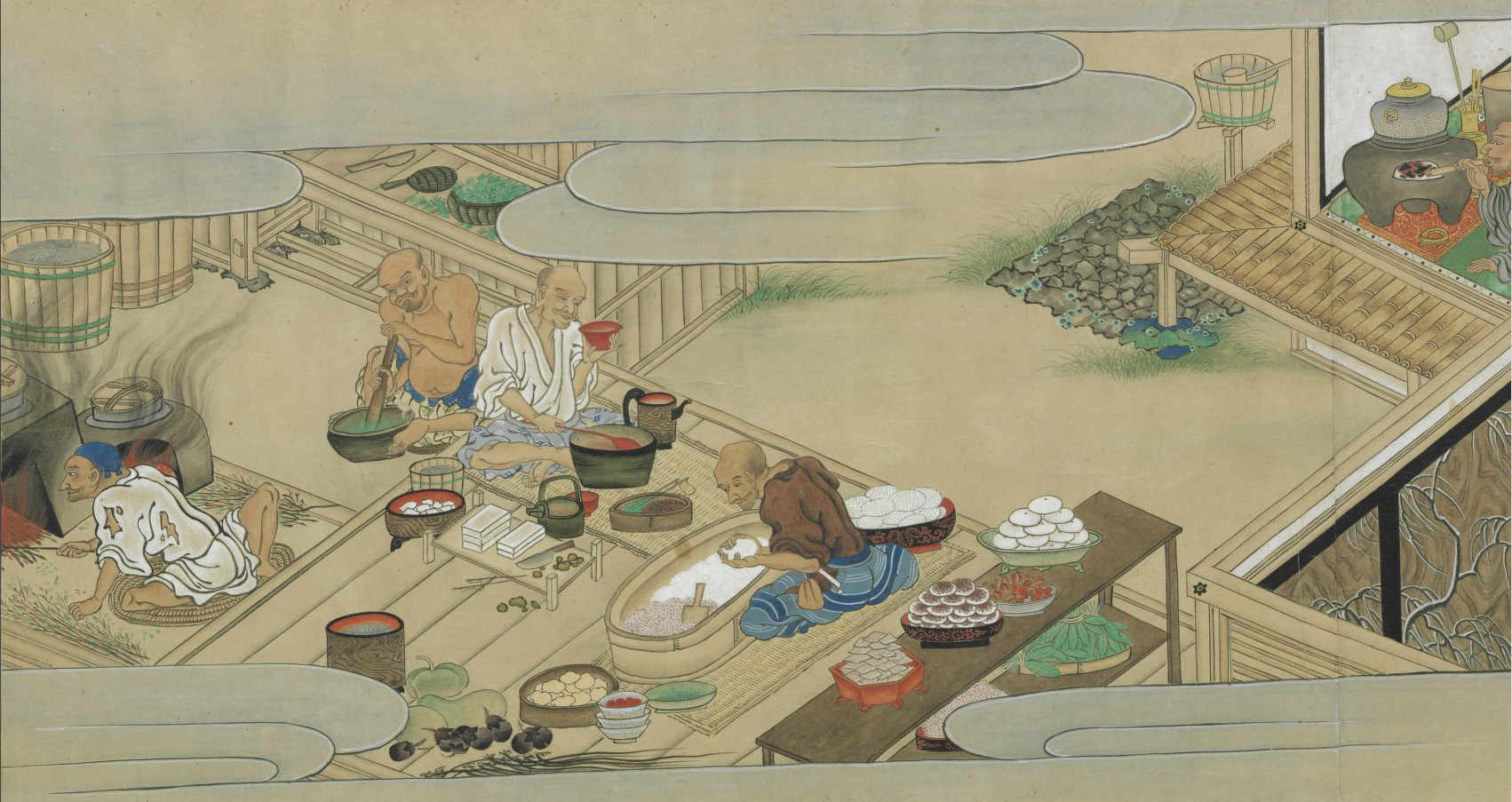
Scène 3 : cuisine de nombreux mets à partir du riz.
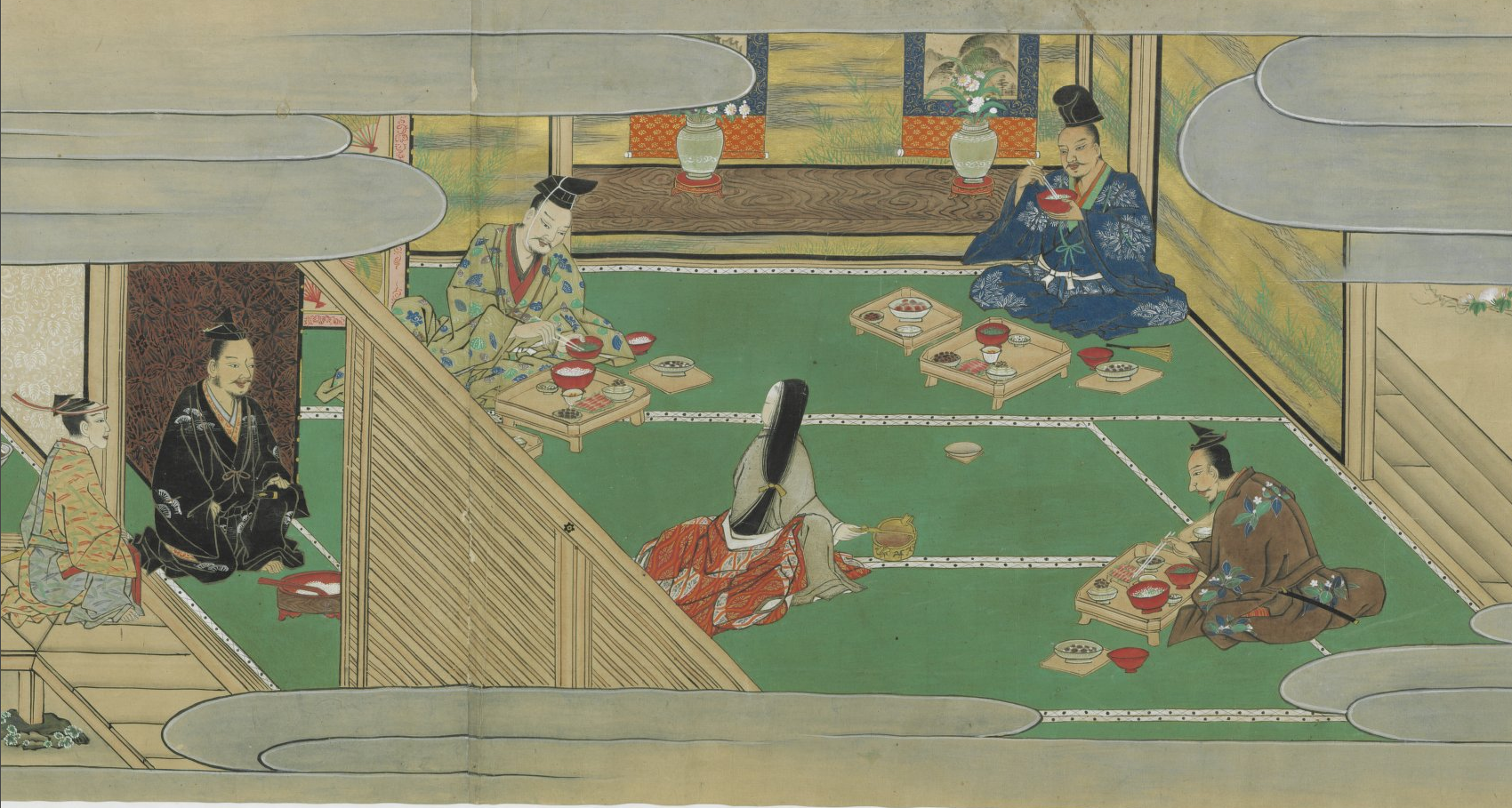
Scène 4 : partie du banquet où le guerrier défend la Voie du Milieu.
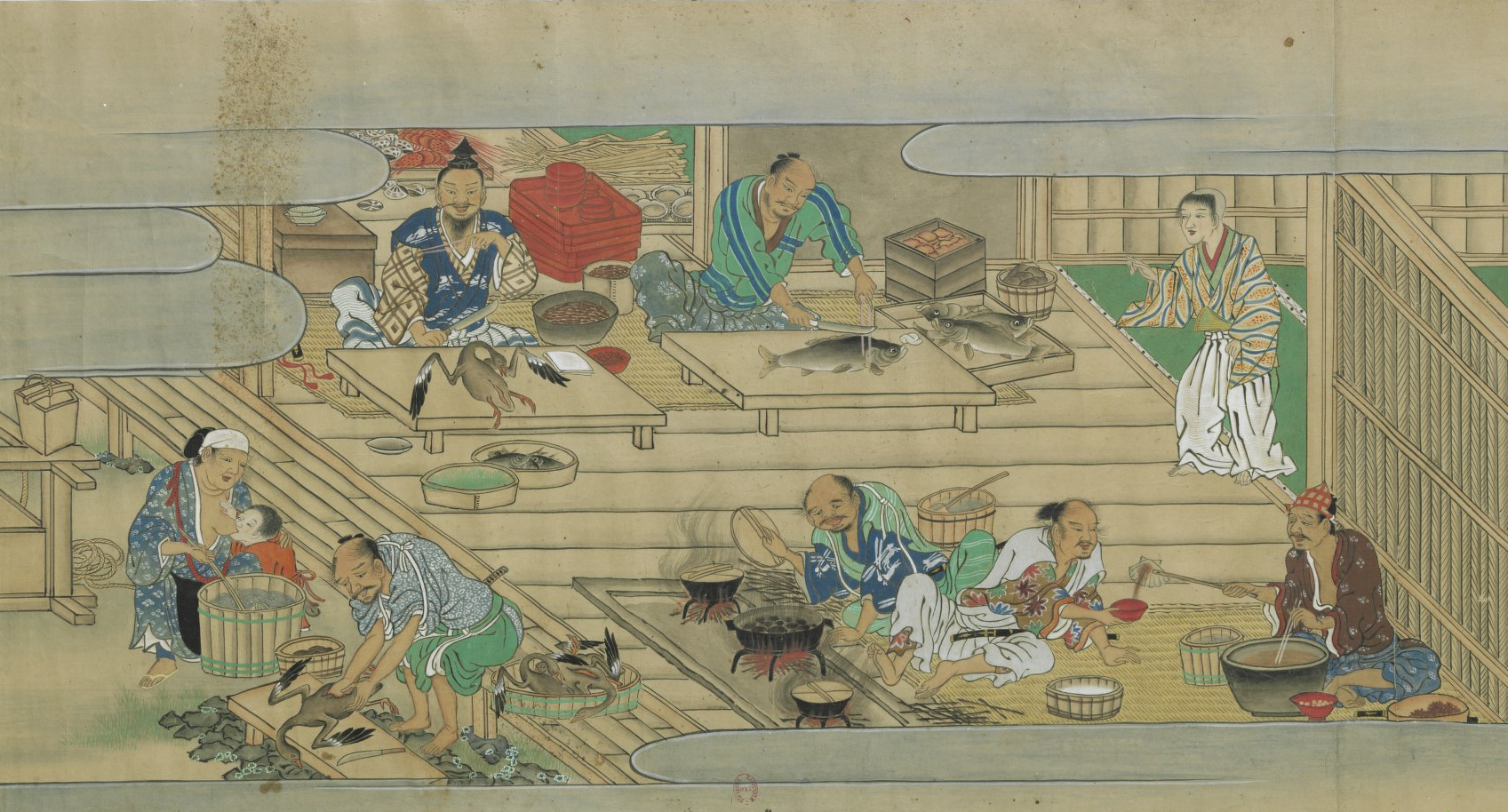
Scène 4 : cuisine de mets variés à base de viande, poisson, de crustacé et de légumes.